# Thymoites amprus
Thymoites amprus là một loài nhện trong họ Theridiidae.
Loài này thuộc chi Thymoites. Thymoites amprus được Herbert Walter Levi miêu tả năm 1964.